# Клов (ручей)
Клов (укр. Клов) — ручей в Киеве, в местностях Клов и Новая застройка, левый приток Лыбеди, наибольший приток этой реки. Протяжённость — 3,2 км. Имеет два притока — Кловица и Крещатик.
Название происходит от древнего слова «вода», «влажность», «быстрая вода». Местность Клов получила название именно из-за наличия там речки.

## Описание
Начинается неподалёку от Арсенальной площади, далее протекает по котловине Кловского спуска, вдоль улиц Мечникова и Эспланадной. Приняв тут свой левый приток — Крещатицкий ручей, протекает под НСК «Олимпийский», площадью перед стадионом и улицей Физкультуры. Неподалёку от того места, где улица Физкультуры выходит к реке Лыбедь, Клов впадает в Лыбедь.
В первые годы XX столетия Клов был взят в коллектор на всей протяжённости, кроме истоков. Истоки же были обустроены — в генерал-губернаторской усадьбе (современный адрес — ул. Грушевского, 32) даже создали пруд, а ещё до 1960-х годов с нечётной стороны Кловского спуска (в его начальной части, поблизости Крепостного переулка) можно было среди болотистой местности увидеть небольшой ручей. Тогда же, при застройке улицы многоэтажками эту часть речки также спрятали в коллектор.